# Santuario di San Pio da Pietrelcina
La chiesa di San Pio da Pietrelcina, anche conosciuta come santuario di san Pio, è un luogo di culto religioso cattolico di San Giovanni Rotondo, in provincia di Foggia, nel territorio dell'arcidiocesi di Manfredonia-Vieste-San Giovanni Rotondo, dedicato a Padre Pio da Pietrelcina.

## Storia
Fu commissionata dall'ordine dei frati minori cappuccini della provincia di Foggia, venne progettata dall'architetto italiano Renzo Piano e costruita dall'impresa Pasquale Ciuffreda di Foggia. L'opera è stata quasi completamente finanziata dalle offerte dei pellegrini.
L'interno misura 6000 m² ed è in grado di contenere 7000 persone, risultando una delle chiese con la maggior superficie in Italia.
Per l'innalzamento della struttura, si è resa necessaria la fondazione di un consorzio che riuniva al suo interno le aziende impegnate nella costruzione: il consorzio "Fabbrica della chiesa".
La chiesa è stata inaugurata dinanzi a oltre trentamila persone il 1º luglio 2004, consacrata da mons. Domenico Umberto D'Ambrosio con la dedicazione a san Pio da Pietrelcina, dopo circa dieci anni di lavori.
La costruzione ha raccolto critiche, in quanto realizzata con stile contemporaneo e diversa dalle forme più canoniche di chiesa nell'immaginario collettivo (pianta a croce, o rettangolare, divisione in navate, decorazione interna).

## Descrizione
(Renzo Piano)

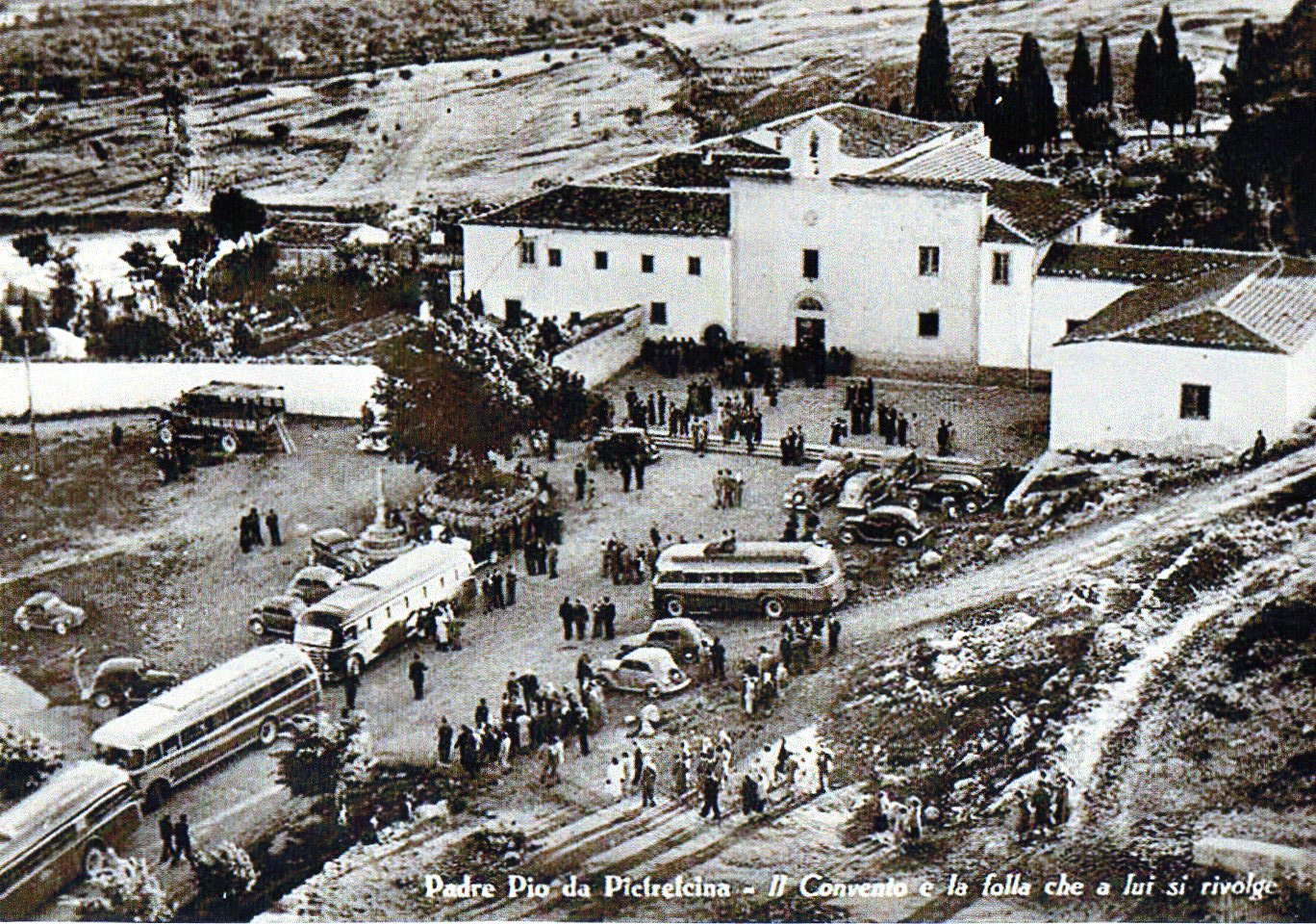
Il vecchio convento di Padre Pio (1953)

La chiesa sorge sul monte di San Giovanni Rotondo ed è adiacente al preesistente santuario e convento in cui il frate visse e in cui ne sono state conservate le spoglie fino al trasferimento nella nuova chiesa a lui dedicata. La struttura ha una forma che ricorda quello del nautilus, e la sua pianta ricorda la spirale archimedea, il cui fulcro è posto al centro dell'aula liturgica, nel luogo dove è posto l'altare.
Assieme alla struttura della chiesa vera e propria è stato costruito anche un grande sagrato (a cui la chiesa è collegata attraverso un'enorme vetrata) e un viale di accesso.
La novità principale apportata da questo progetto nel campo dell'architettura è l'utilizzo di un materiale come la pietra di Apricena (di cui è costituita tutta l'opera) anche come struttura resistente oltre che come semplice elemento decorativo. Il suo utilizzo in una zona ad alto rischio sismico, inoltre, ha reso necessari una serie di test e sperimentazioni che hanno coinvolto anche uno staff di geologi: il risultato è stato una struttura che, per mezzo di notevoli sperimentazioni tecnologiche, è ora in grado di resistere a forze anche 6 volte superiori a quelle provocate dai terremoti registrati in questa zona, nonostante l'utilizzo di un materiale molto poco duttile.

## Lo spazio esterno

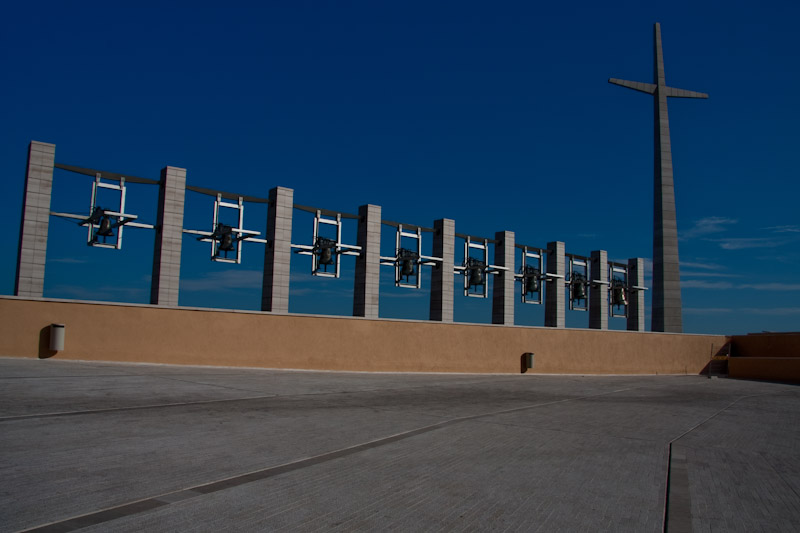
Il campanile orizzontale e la monumentale croce in pietra

Per accogliere i fedeli è stato costruito un enorme sagrato (intitolato a papa Giovanni Paolo II) triangolare pavimentato con pietra di Apricena (varietà "bocciardata") e in leggera pendenza, quasi a invitare i fedeli ad avvicinarsi alla chiesa. La sua superficie è di 8000 m² ed è caratterizzato da uno spazio delimitato a sud dal particolare campanile orizzontale, dalla monumentale croce in pietra e da otto aquilotti anch'essi in pietra, a ovest dalla vetrata della chiesa, a nord dal boschetto di 24 ulivi secolari (rappresentanti i 12 apostoli e i 12 profeti maggiori) e da 12 vasche trapezoidali, che portano l'acqua alla fonte battesimale ottagonale, e a est aperto verso il vecchio santuario.
Per garantire il rispetto dell'ambiente sono stati piantati nei pressi della costruzione 2000 cipressi, 500 pini, 30 ulivi, 400 corbezzoli, 550 mirti, 23000 lavande e 50000 edere. Per evitare sprechi, inoltre, sono innaffiati tramite un sistema di irrigazione a goccia.

### La copertura
La prima cosa che giunge all'occhio attraversando il sagrato è la copertura della chiesa: realizzata con rame preossidato che regala alla struttura un colore verde-rame, è più basso nella parte in cui è posta la sagrestia (nel lato corto della struttura) per poi innalzarsi progressivamente fino a giungere nel punto più alto della vetrata di collegamento della chiesa con il sagrato.
La copertura è sorretta da travi tangenziali e radiali in legno lamellare, a cui sono connessi due ordini di tavolati in legno listellare: alla parte superiore è innestata la copertura vera e propria in rame, nella parte inferiore (il soffitto della struttura) è stato applicato un intonaco dal colore tra il beige e il color tabacco. A sua volta questa struttura è sostenuta dagli archi interni, a cui sono collegati attraverso delle staffe in acciaio.

## La chiesa superiore

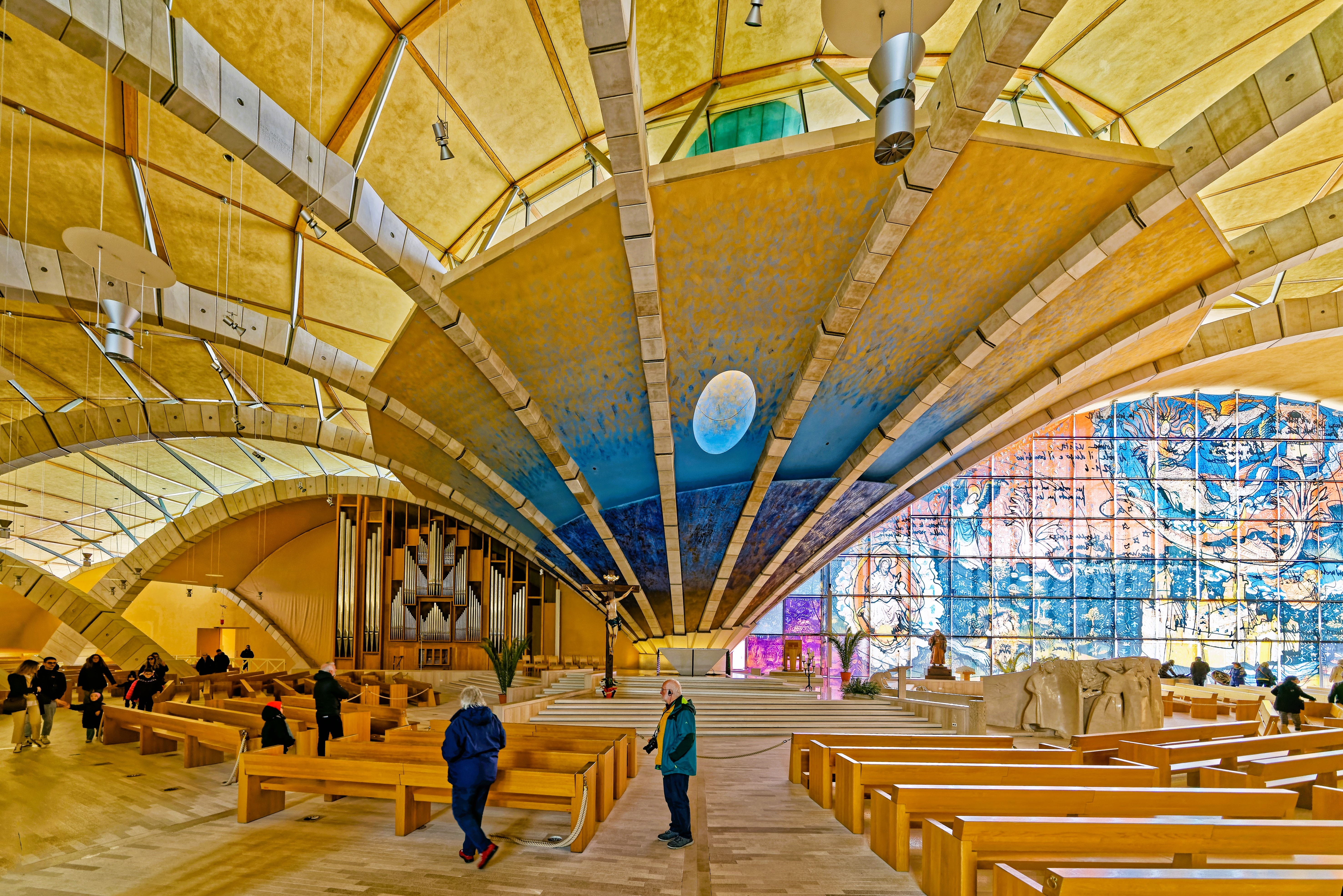
Interno della chiesa superiore

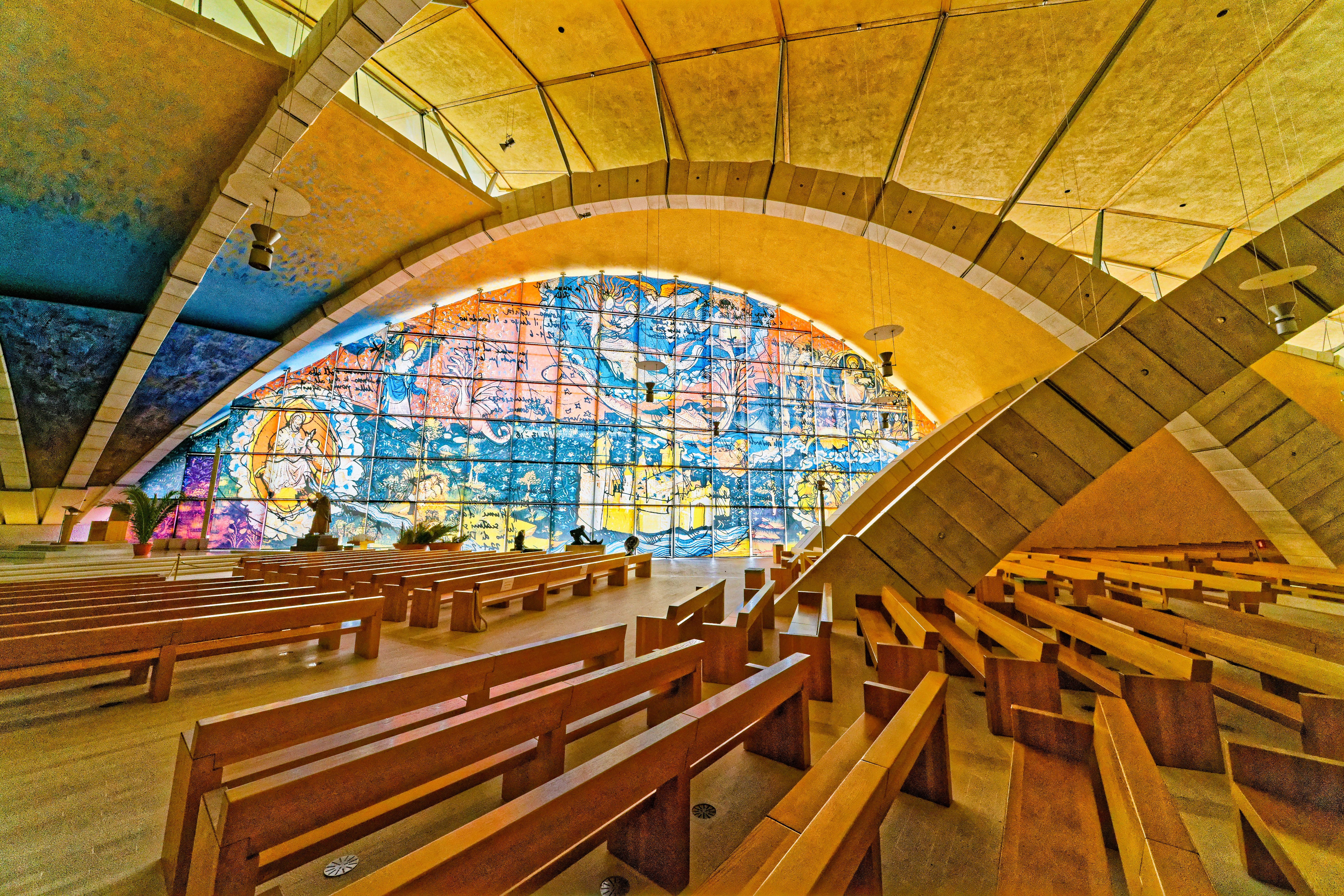
Interno della chiesa superiore

La chiesa superiore è suddivisa in tre ambienti: la sala liturgica, la cappella dell'eucaristia e la sagrestia.

### Gli archi
Nello spazio interno ci sono i 22 archi che rappresentano la novità di quest'opera: essi, infatti, sono costituiti interamente in pietra di Apricena, varietà "bronzetto", al cui interno sono stati inseriti dei cavi che hanno determinato la precompressione che evita il cedimento della struttura. Il collegamento tra i diversi blocchi di pietra è stato effettuato tramite una speciale malta con all'interno fibre di acciaio che, in caso di evento sismico, assorbe l'eccesso di energia.
Gli archi sono disposti secondo un andamento radiale, partendo dal centro della struttura, e sono disposti lungo due file: una interna, in cui tutti gli archi hanno in comune il pilastro centrale, e una esterna. Essi sono sfasati di 10° e si riducono progressivamente in luce e altezza dal lato comunicante con il sagrato verso la sagrestia.
Presentano una graduale riduzione della sezione partendo dalle basi fino alla chiave di volta dell'arco, donando così un senso di leggerezza alla struttura. Alla base, infatti, sono stati utilizzati conci di dimensioni 680x1100x2700 mm e in chiave di 498x530x291 mm.
L'arco più ampio è quello di comunicazione con il sagrato, ed è il più ampio al mondo realizzato utilizzando la pietra come materiale portante: è largo quasi 50 metri ed è alto più di 15.
Per evitare la naturale debolezza di un arco in presenza di forze perpendicolari al piano in cui giace, sono stati costruiti dei collegamenti tra i piedi dei diversi archi: per gli archi esterni è stata costruita una parete in calcestruzzo armato che collega i piedi più esterni, per quelli interni è stata costruita una membrana (anch'essa in calcestruzzo armato), visibile al di sopra del pilastro centrale.
I blocchi di pietra di cui sono composti gli archi hanno dovuto passare una lunga serie di controlli prima di essere utilizzati: dopo essere stati estratti, infatti, i blocchi venivano inviati a Montignoso dove, con le tecnologie avanzate che ha raggiunto in quei luoghi il settore marmifero, è stata possibile una lavorazione incontestabile: la tolleranza di errore nel taglio dei blocchi non ha mai superato i 3 millimetri. Nel caso delle superfici di contatto con altri blocchi, la tolleranza non superava i 0,5 millimetri.
Per raggiungere un livello di sicurezza maggiore, sono state effettuate prove in scala reale per verificare la reale resistenza del materiale: l'attuale legislazione, infatti, non prevede norme sull'utilizzo della pietra come materiale strutturale.
Per la realizzazione degli archi il progettista ha in parte sfruttato studi già effettuati da Peter Rice sulle possibilità proprie della pietra.

### Aula liturgica
L'aula liturgica, divisa in tre navate, presenta una pavimentazione uguale a quella del sagrato, provocando così una continuità tra lo spazio interno della chiesa e l'esterno. Presenta una leggera pendenza verso l'altare centrale formando una struttura idealmente speculare a quella della copertura, e al tempo stesso permettendo una disposizione dei banchi simile ai teatri greci. L'altare, tuttavia, è leggermente rialzato per mezzo di alcuni gradini.
Particolare attenzione è stata posta anche nella disposizione delle aperture per l'illuminazione naturale: l'intera aula liturgica è in perenne penombra per favorire la concentrazione dei fedeli, mentre lame di luce scendono verso l'altare (opera dell'artista Arnaldo Pomodoro), per mantenere l'attenzione sempre sul fulcro della cerimonia religiosa.

### La cappella del Santissimo

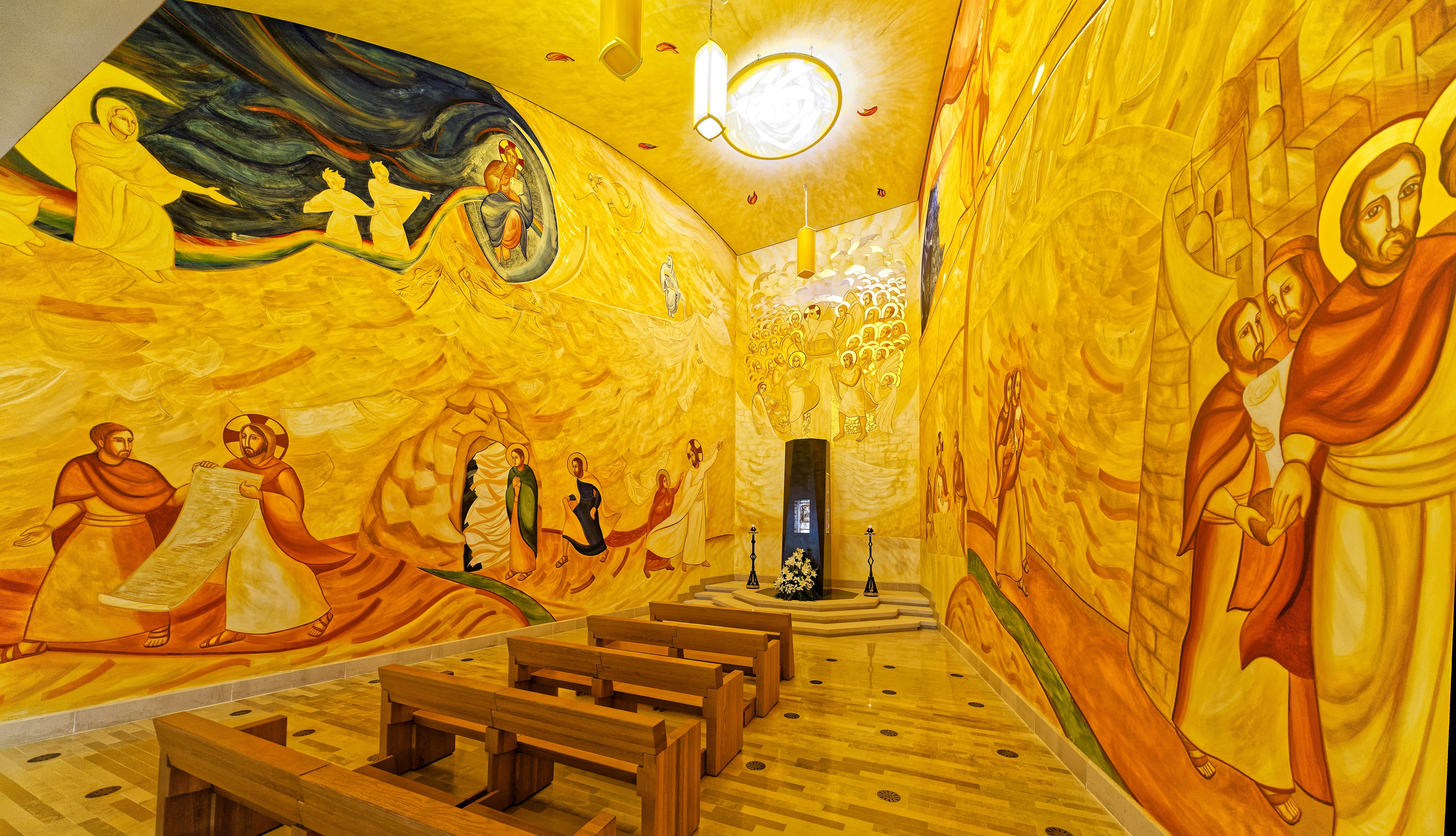
La cappella del Santissimo

Immediatamente adiacente all'aula liturgica è la cappella del Santissimo Sacramento. Al suo interno è posto il tabernacolo realizzato da Floriano Bodini, scolpito da un unico masso di 40 quintali di roccia lavica dell'Etna con formelle argentee trattanti il tema dell'eucaristia. La particolarità di questo tabernacolo è il modo con cui si apre: invece di due ante, è stato realizzato un sistema di apertura scorrevole, che sposta lateralmente due formelle laterali. Con la comparsa di questi due bracci laterali, la struttura assume una forma di croce, al cui centro è posta l'eucaristia.
La cappella è collegata con l'esterno per mezzo di una vetrata, che sarà possibile oscurare per mezzo di una tendina.

### La sagrestia
Ultimo ambiente della chiesa superiore è la sagrestia. Si trova nella parte in cui la copertura è più bassa, rappresentando così il suo inizio. E molto grande

### Il pilastro centrale
Il pilastro centrale misura metri 4,40 e poggia su un plinto di cemento armato (dal diametro di 26 metri e dalla profondità di 6 metri) su cui si racconta una storia particolare: per realizzarlo occorrevano condizioni meteorologiche particolarmente miti, ma era l'11 febbraio del 1998 quando cominciarono le opere per realizzare la gettata, e la temperatura fin a poco tempo prima era rigida. Al momento della gettata il clima divenne particolarmente mite e vi rimase fino al termine della stessa avvenuta il 14 febbraio (74 ore dopo), dopo di che il tempo tornò rigido. Per la realizzazione è stata creata una speciale miscela di calcestruzzo che garantiva nel momento dell'indurimento e maturazione che non si creassero temperature troppo elevate per evitare spaccature nel cemento.

## La chiesa inferiore
Sfruttando l'altimetria del sito, è stato possibile costruire anche una chiesa inferiore, così come avvenuto per la basilica di San Francesco d'Assisi. È di dimensioni più raccolte, dal momento che le sue dimensioni sono pari all'area presbiteriale sovrastante, ed è divisa in vari ambienti:
- la cripta, dove il 19 aprile 2010 è stata traslata la salma del santo, di forma semicircolare e coperta da una serie di volte coniche che si dipartono dal centro (luogo in cui è posta la salma);
- tre sale conferenze di 249, 292 e 366 posti;
- sale di accoglienza dei pellegrini con relativi servizi e zone per i gruppi di preghiera;
- la penitenzieria, interamente insonorizzata, al cui interno sono posti 31 confessionali;
- non è presente, contrariamente a quanto voleva il Santo, alcun genere di inginocchiatoio.

Il collegamento con la parte superiore è realizzato con una scala elicoidale, ma è possibile raggiungere la chiesa inferiore anche con una rampa o un ascensore.
La pavimentazione è uguale a quella del sagrato e della chiesa superiore.

## Le decorazioni
(Arnaldo Pomodoro)
Per decorare la chiesa i frati hanno commissionato molte opere a diversi artisti famosi nel loro campo. Tra le decorazioni troviamo la vetrata che separa l'aula liturgica dal sagrato, la chiesa di oltre 40 metri e il particolare campanile orizzontale che decorano un lato del sagrato e le varie opere scultoree che decorano l'interno della struttura.
- La vetrata, composta da più di 100 infissi, è decorata con una scena dell'apocalisse. Tuttavia gli infissi sono mobili e, quando sono in posizione orizzontale, permettono la visione dell'interno a chi si trova sul sagrato, che rappresenta così un'estensione della chiesa nei momenti di maggiore affluenza di fedeli. L'autore della vetrata, ha utilizzato un tessuto Trevira, usato anche nelle missioni spaziali. Le scene dell'apocalisse, in pratica, sono riprodotte su 500 tende motorizzate e sincronizzate che ne permettono l'apertura o la chiusura. Le file orizzontali possono essere movimentate indipendentemente, per dosare la luce nell'aula, in base alla posizione del sole.
- Il caratteristico campanile orizzontale è costituito da otto campane, della Pontificia Fonderia Marinelli di Agnone (IS), offerte da altrettanti devoti interposte a nove colonne. Le campane sono dedicate a vari santi francescani. In particolare la terza a partire dalla campana più lontana dalla croce è dedicata allo stesso Padre Pio.
- la croce, unico dono di un ente pubblico (la Regione Puglia), che l'ha commissionata con un'offerta di 3 miliardi di lire. Progettata dallo stesso Renzo Piano, la croce è alta più di 40 metri, composta da 70 conci in totale. La sua sezione è quadrata, alla base di 2500 x 2500 mm e in cima di 430 x 430 mm. Come per gli archi, per assicurare stabilità all'immensa struttura, sono stati inseriti nella pietra dei cavi di compressione ad altezze diverse e in numero decrescente verso la sommità (per evitare sollecitazioni eccessive). Sempre considerando che la struttura sorge in una zona a rischio sismico, si è proceduto a inserire ogni otto blocchi di pietra un cuscinetto di malta rinforzata con fibre di acciaio (come avvenuto per gli archi). La croce domina l'intera area e, opportunamente illuminata, sarebbe visibile anche da Canosa di Puglia e Candela.[14]
- l'ambone e le sculture che decorano l'interno sono state realizzate da Giuliano Vangi. All'interno sono presenti affreschi decorativi di Cesarino Vincenzi.
- l'altare è opera di Arnaldo Pomodoro.
- il portone di ingresso in bronzo, raffigurante nelle due ante il buon pastore e Abramo, è stata opera di Mimmo Paladino.
- gli otto aquilotti in pietra, rappresentanti la rigenerazione operata dalla divinità, e posti in un lato del sagrato sono opera di Mario Rossello. Queste sono state le ultime opere dell'artista prima della sua scomparsa.

Nel 2010 è stata rimossa, per volere dei frati, la croce di Arnaldo Pomodoro per sostituirla con una croce tradizionale, apparentemente per l'impossibilità di porre sull'opera d'arte la figura di Cristo.

## Organi a canne

### Organo della chiesa superiore
Nella chiesa superiore si trova l'organo a canne Pinchi opus 415, costruito nel 2005, con facciata disegnata da Renzo Piano. Lo strumento conta 78 registri distribuiti tra le quattro tastiere, di 61 note ciascuna, e la pedaliera dritta di 32 per un totale di 5.814 canne. L'organo è a trasmissione mista, meccanica per i manuali e il pedale ed elettrica per i registri; inoltre, limitatamente alla seconda tastiera (Grand'Organo) è possibile escludere la trasmissione meccanica in favore della trasmissione pneumatica.

### Organo della chiesa inferiore
Nella chiesa inferiore, sulla parete alla destra del presbiterio, si trova l'organo a canne Pinchi opus 426. Lo strumento è a sistema di trasmissione misto: meccanico per le tastiere e la pedaliera, elettrico per i registri; esso ha 13 registri suddivisi fra le due tastiere, di 61 note ciascuna, e la pedaliera dritta di 30.

## Significato della struttura
(Padre Gerardo Saldutto)
Al momento della progettazione i frati committenti ricercavano una struttura abbastanza ampia da contenere le migliaia di pellegrini che giungono a San Giovanni Rotondo da ogni parte del mondo, senza tuttavia tradire l'umiltà e la semplicità imposte dalla regola francescana.
Una struttura priva di una facciata colossale come la chiesa di Padre Pio rappresenta la perfetta commistione di queste due intenzioni originarie: la struttura dall'esterno non impone il timore che solitamente accompagna le strutture religiose, ma piuttosto invita il pellegrino ad avvicinarsi. La disposizione del tetto, che come un portico si estende verso il sagrato, quasi ad accogliere a braccia aperte il fedele.
L'assenza di una netta divisione tra lo spazio interno e lo spazio esterno, inoltre, contribuisce a mantenere questa sensazione di accoglienza: la pavimentazione, infatti, non presenta discontinuità. La volta, poi, sviluppata più in orizzontale che in verticale, accentua questa continuità. L'insieme di questi aspetti ha portato lo stesso progettista Renzo Piano a definire la struttura una "casa aperta".
La disposizione interna degli archi, posti a raggiera attorno all'altare, rappresenta la centralità del sacrificio del Cristo, vera pietra angolare dell'intera Chiesa.
L'entrata è segnata da un grande arco decorato con un'immensa vetrata, simbolo che tra gli israeliti rappresenta la pace tra l'uomo e Dio (come l'arcobaleno comparso al termine del diluvio universale).
L'utilizzo in ogni parte della struttura della pietra di Apricena va oltre il mero tecnicismo di tentare di scoprire cosa è possibile costruire con questo materiale: da un lato la pietra è un materiale capace di esprimere perfettamente la forza espressiva dello spazio sacro, da un altro punto di vista l'utilizzo di un materiale locale permette di radicare la struttura nel luogo in cui sorge.

## Materiali
Per la realizzazione dell'opera sono stati utilizzati 30.000 metri cubi di calcestruzzo armato, 1320 blocchi in pietra di Apricena ognuno diverso dall'altro per forma e massa, (pari a 900 metri cubi), 70.000 metri cubi di scavo in roccia, 60.000 tonnellate di acciaio, 5.000 m² di vetro, 19.500 m² di rame preossidato. Per le dorature dei mosaici sono stati utilizzati 3 kg d'oro. In totale per la cripta sono stati impiegati 10 kg d'oro.

## Critiche
Numerose critiche e commenti negativi hanno accompagnato la costruzione della Chiesa soprattutto per l'ingente impegno economico, per taluni contrastante le regole della povertà francescana (nonostante lo stesso Francesco chiedesse l'utilizzo di materiali preziosi per ciò che era legato all'ambito religioso).
La costruzione colossale da taluni considerata uno spreco di denaro offerto dai fedeli che, secondo l'insegnamento di San Pio, avrebbe potuto invece trovare impiego nell'aiuto a persone bisognose. Tale denaro era però stato offerto proprio per la costruzione della sepoltura e non per altri usi. La struttura è anche considerata eccessivamente grande e dispersiva, priva di riferimenti cristiani chiaramente individuabili, in contrasto con il messaggio di semplicità e sacrificio.
In particolare viene fatta notare l'assenza di riferimenti cristiani, segnalata dalla rivista cattolica "Chiesa viva", da quotidiani nazionali e in un articolo del 6 maggio 2010 su Panorama, e analizzati dall'esperto di arte sacra Francesco Colafemmina, filologo classico tradizionalista, nel suo libro "Il mistero della chiesa di San Pio", suggerendo che la struttura architettonica presenti simboli in apparenza massonici o comunque non-cristiani.
In tali pubblicazioni sono particolare oggetto di critica i seguenti elementi:
- la pianta della chiesa, a forma non di croce, ma di spirale, simbolo ritenuto non cristiano bensì massonico[29]. Non è la conchiglia di San Giacomo cristiana, bensì una conchiglia fossile o Nautilus che indica il percorso iniziato verso il Grande Architetto dell'Universo, il dio massonico[30]. La spirale è segmentata in tre sezioni concentriche che ricordano la forma del numero della Bestia[31];
- la croce di bronzo (poi rimossa), senza crocifisso, che in apparenza presenta un simbolismo occulto non-cristiano;
- l'altare, a forma di piramide rovesciata;
- la vetrata dell'Apocalisse di Rauschenberg, dove la Gerusalemme celeste appare scesa in terra, ma su di essa incombe il Drago a sette teste, e spicca l'assenza di Cristo trionfante e di San Michele Arcangelo che abbatte il drago[32];
- la moltitudine di simboli in apparenza massonici sulla porta di bronzo dell'ingresso liturgico e su quella del battistero;
- il tabernacolo, stele piramidale di pietra nera a pianta ottagonale attorniata da 13 formelle d'argento, in cui alcuni studiosi identificano simboli non cristiani;
- le otto aquile sul sagrato, il cui simbolismo cristiano è ignoto;

L'11 giugno 2005 poco dopo le 11 di mattina, la campana di bronzo maggiore, di 18 quintali si stacca mentre suona e precipita, sbriciolandosi senza però fare vittime.